# Paris Blues
Paris Blues är en amerikansk musikalisk romantisk dramafilm från 1961 i regi av Martin Ritt. Filmen är baserad på Harold Flenders roman med samma namn från 1957. I huvudrollerna som jazzsaxofonisten Eddie Cook och trombonspelaren Ram Bowenses ses Sidney Poitier och Paul Newman. De två männen träffar och uppvaktar två semestrande amerikanska turister, Connie Lampson (Diahann Carroll) och Lillian Corning (Joanne Woodward). I filmen framträder även trumpetaren Louis Armstrong och jazzpianisten Aaron Bridgers, som båda framför musik i filmen. 
Filmen behandlar även samtidens amerikanska rasism i kontrast mot Paris acceptans. Samtidigt var det så att det både i romanen samt i manusets första utkast var avsett att romantiken skulle utspela sig över rasbarriärerna, vilket filmbolaget ändrade, då de inte trodde att den amerikanska allmänheten var redo för detta. Filmens soundtrack skapades av Duke Ellington och Billy Strayhorn.

## Rollista i urval
- Paul Newman – Ram Bowen
- Joanne Woodward – Lillian Corning
- Sidney Poitier – Eddie Cook
- Louis Armstrong – Wild Man Moore
- Diahann Carroll – Connie Lampson
- Barbara Laage – Marie Séoul
- André Luguet – René Bernard
- Marie Versini – Nicole
- Moustache – Mustachio, trummisen
- Aaron Bridgers – pianisten
- Guy Pedersen – basisten
- Serge Reggiani – Michel "Gypsy" Devigne